# Sofronio di Gerusalemme
Sofronio di Gerusalemme (in greco antico: Σωφρόνιος?, in latino Sophronius; Damasco, 560 circa – Gerusalemme o Alessandria d'Egitto, 11 marzo 638) è stato un monaco cristiano, teologo e vescovo siro.
Fu patriarca di Gerusalemme dal 634 fino alla sua morte. Prima di essere consacrato patriarca fu monaco e teologo, ardente difensore dell'ortodossia, così come era stata definita dal concilio di Calcedonia. Poco tempo prima del suo decesso aveva ottenuto dal califfo Omar che il suo ingresso nella città avesse luogo come pellegrino e non come conquistatore. Sofronio ha lasciato numerosi testi liturgici, teologici, agiografici e poetici.
È venerato come santo e la Chiesa cattolica ne ha fissato la memoria liturgica l'11 marzo, così come la Chiesa ortodossa.

## Biografia
Dotato di talento poetico, compì studi brillanti e divenne sofista (professore di retorica).
Fece un pellegrinaggio in Terra santa allo scopo di venerare i luoghi santi e d'intrattenersi con gli asceti che vivevano nei monasteri e nel deserto. Si recò in Giudea, nel monastero di san Teodosio, ove incontrò Giovanni Mosco, un monaco e cronista siriano, già suo padre spirituale, con il quale strinse una duratura amicizia e che gli dedicò il Pascolo spirituale (in greco: Leimõn ho Leimõnon).
Entrambi si opponevano alla dottrina del monotelismo, difeso dall'imperatore Flavio Eraclio e seguirono il partito degli apostoli di Calcedonia. Sofronio scrisse un'antologia degli scritti dei Padri del deserto, che andò perduta.
Nel 578 i due uomini decisero di recarsi ad Alessandria d'Egitto per completare la loro formazione filosofica e per incontrarvi santi asceti. Essi visitarono numerosi monasteri: tra il 578 e il 584 giunsero in Egitto. Sofronio divenne discepolo di Stefano di Alessandria ed il suo amico di Teodoro il Filosofo. Fu in questo periodo che Sofronio fu colpito da una malattia agli occhi, dalla quale guarì per intercessione dei santi anargiri Ciro e Giovanni. In onore di questi santi Sofronio scrisse un resoconto, ove citava ben settanta miracoli che erano stati attribuiti alla loro intercessione.
Uno dei vegliardi incontrati in Egitto disse loro un giorno: «Fuggite ragazzi, poiché il tempo si avvicina! Abitate in una cella, dove vorrete, vivete nella sobrietà e nell'hésychia, pregando senza tregua ed io spero che Dio vi manderà la sua conoscenza per illuminare i vostri spiriti…».
Sofronio decise allora di rinunciare al mondo e prese l'abito monastico nel monastero di san Teodosio. Nello stesso momento Giovanni Mosco visitava i monasteri del Sinai, della Cilicia e della Siria.
I due si misero poi al servizio del patriarca di Alessandria, Giovanni l'Elemosiniere. Più avanti, accompagnato dal suo amico, Sofronio viaggiò attraverso l'Asia Minore, l'Egitto e l'Africa del Nord, cercando di evangelizzare le varie comunità monofisite che colà risiedevano. Intanto i persiani di Cosroe II conquistavano Gerusalemme (614) e Sofronio e Mosco accompagnarono il patriarca Giovanni nella sua fuga, prima a Cipro e poi a Roma. Qui, nel 619, Giovanni l'Elemosiniere morì, lasciando il suo testamento nelle mani di Sofronio.
Nel 627 l'imperatore bizantino Eraclio I sconfisse i persiani a Ninive e Gerusalemme tornò in mano bizantina.
Sofronio ebbe il suo da fare a combattere il monotelismo che Eraclio I aveva diffuso nell'impero con il consenso del patriarca di Costantinopoli Sergio I, che resse il Patriarcato dal 610 al 638.
Nel 634 Sofronio venne nominato patriarca di Gerusalemme. Per contrastare l'acquiescenza (per non dire approvazione) che il patriarca Sergio mostrava nei confronti del dilagare del monotelismo e nel timore che anche papa Onorio I si allineasse a questa tendenza, Sofronio, non potendo lasciare Gerusalemme, minacciata dagli arabi di Omar ibn al-Khattab, gli inviò Stefano di Dora con un messaggio nel quale confermava la validità delle conclusioni emerse nel concilio di Calcedonia riguardo alla duplice natura (umana e divina) di Gesù Cristo. Il messaggio fu letto da Stefano al concilio Lateranense del 649, convocato da papa Martino I, insieme al testo del giuramento di fede che Sofronio gli aveva fatto compiere prima della partenza da Gerusalemme.
Intanto gli arabi, guidati da Omar, giungevano a Gerusalemme, che occuparono nel 637. Sofronio seppe ottenere da Omar una dhimma, che garantiva la libertà di culto a cristiani, ebrei e zoroastriani.
Sulla data e luogo di morte vi sono due versioni: una lo vorrebbe morto a Gerusalemme nel 638, l'altra ad Alessandria, ove sarebbe stato costretto a fuggire, nel 639.

## Opere
Sofronio ha lasciato numerosi testi liturgici, dogmatici (come la sua "lettera sinodale"), omelie di testi teologici, agiografici e poetici in venti poemi in versi anacreontici. In particolare, nel 19º e 20º si avvertono i sentimenti che gli ispiravano Gerusalemme durante uno dei suoi numerosi viaggi.